# Voiscreville
Voiscreville település Franciaországban, Eure megyében. Lakosainak száma 117 fő (2022. január 1.). Voiscreville Saint-Léger-du-Gennetey és Thénouville községekkel határos.

## Népesség
A település népessége az elmúlt években az alábbi módon változott:
| Lakosok száma | 68   | 112  | 114  | 103  | 126  | 127  | 124  | 119  | 118  | 117  |
|               | 1968 | 1982 | 1990 | 2006 | 2013 | 2015 | 2017 | 2019 | 2020 | 2022 |